# تپه قوش تپه
تپه قوش تپه مربوط به دوران پیش از تاریخ ایران باستان است و در شهرستان شازند، بخش زالیان، روستای قوش تپه واقع شده و این اثر در تاریخ ۹ اردیبهشت ۱۳۸۲ با شمارهٔ ثبت ۸۵۷۸ به‌عنوان یکی از آثار ملی ایران به ثبت رسیده است.